# Rinodina euskadiensis
Rinodina euskadiensis är en lavart som beskrevs av A. Crespo & M. B. Aguirre. Rinodina euskadiensis ingår i släktet Rinodina och familjen Physciaceae.   Inga underarter finns listade i Catalogue of Life.